# Claude Néron
Pour les articles homonymes, voir Néron (homonymie).
Claude Néron, né le 22 décembre 1926 à Paris et mort dans la même ville le 30 juin 1991, est un écrivain et scénariste français, auteur de romans noirs.

## Biographie
En raison du début de la Seconde Guerre mondiale, le jeune Claude Néron quitte l'école à 13 ans. Il exerce divers métiers, groom, ébéniste, fourreur, chauffeur de taxi, courtier en publicité, ferrailleur.
En 1965, il publie son premier roman, La Grande Marrade, adapté au cinéma en 1974 par Claude Sautet sous le titre Vincent, François, Paul… et les autres. Selon le Dictionnaire des littératures policières, « encouragé par Jean Paulhan, il fait paraître Max et les Ferrailleurs (1968), excellent roman noir ». Ce roman est adapté au cinéma en 1971 par Claude Sautet sous le même titre.
Il publie en 1976, une novélisation du scénario de Mado puis en 1980, une autre novélisation du scénario du film Le Bar du téléphone sous le titre Les Chiens fous.

## Œuvre

### Romans
- La Grande Marrade, éditions Grasset, 1965, rééd. Hachette, coll. « Club pour vous Hachette », 1974  (ISBN 2-245-00208-3), rééd. éditions Grasset, 1974  (ISBN 2-246-00150-1)
- Max et les Ferrailleurs, éditions Grasset, 1968, rééd. LGF, coll. « Le Livre de poche » no 3338, 1972, rééd. éditions de l'Archipel, Archipoche coll. « Un roman, un film culte » no 3, 2014  (ISBN 978-2-35287-687-8)

### Novélisations
- Mado, éditions Julliard, 1976  (ISBN 2-260-00051-7), novélisation du scénario du film homonyme
- Les Chiens fous, Clancier-Guénaud, coll. « Polar » no 13, 1983  (ISBN 2-86215-051-7), novélisation du scénario du film Le Bar du téléphone

## Filmographie

### Adaptations de son œuvre
- 1971 : Max et les Ferrailleurs, film français réalisé par Claude Sautet, adaptation du roman homonyme
- 1974 : Vincent, François, Paul… et les autres, film franco-italien réalisé par Claude Sautet, adaptation de La Grande Marrade

### Scénarios
- 1972 : César et Rosalie, film français réalisé par Claude Sautet
- 1976 : Mado, film franco-italien réalisé par Claude Sautet
- 1980 : Le Bar du téléphone, film français réalisé par Claude Barrois

## Dans la culture populaire
L'expression « Avec ma bite et mon couteau » figure dans son roman La Grande Marrade (1965).